# 1957年巴黎峰會
1957年巴黎峰會是首屆北約峰會，也是各成員國領導人首度齊聚一堂的峰會。正式議程與非正式會面舉行於1957年12月16日至19日間的法國巴黎。本屆峰會是北約成員國自1949年4月4日北大西洋公約簽訂儀式後的第二次會面。

## 背景
1957年峰會期間，北約各國關係正如《紐約時報》及其他人所述那般，處於關鍵的「十字路口」。此次峰會旨在「重新考量西歐防禦的戰略關係」，特別是當時美國對蘇聯的核武優勢正逐漸減弱。另外，同年稍早蘇聯成功發射史普尼克1號，因此本屆峰會也被視為美國對該事件的正式外交回應。
為抵銷蘇聯強調的外交協調決策，各國原則上一致同意在歐洲部署遠程彈道飛彈（IRBM）的協議。該雙關其下戰略的批准乃本屆峰會的成就之一。時任英國首相哈羅德·麥米倫是推動採用「雙管齊下」方法，來應對威脅國際穩定的領導人。他支持兩個相互獨立但同時進行的議程：其一是軍事，另一則是政治。
峰會的討論最終削弱了美國曾主張北約所應採取的挑釁姿態。

## 議程
整體討論著重在合作的必要，以減輕國際政策中的衝突並進一步鼓勵經濟合作，議題包括：
- 重申原則性目的
- 確認大西洋同盟的統一戰線
- 改善北約部隊的協調性與組織
- 改善政治協商的協調性與組織
- 承認需要更緊密的經濟聯繫[1]
- 成員國的戰術核武器地點及非核區（英语：Nuclear-free zone）[7]

## 註腳
1. 1 2  NATO. .   [2009-03-18]. （原始内容存档于2009-05-04）.
2. ↑  . The New York Times. December 15, 1957.
3. ↑  Nash, Philip. (1997).  The other missiles of October: Eisenhower, Kennedy, and the Jupiters (or sometimes known as jerichos), 1957-1963, p. 17.
4. ↑  Nash,   p. 24.
5. ↑  White, Brian. (1992).  Britain, détente, and changing East-West relations, pp. 58-59. （页面存档备份，存于）
6. ↑  Nash,   p. 25.
7. ↑  Nils Ørvik. . Taylor & Francis. 1986: 205  [2021-07-10]. ISBN 0-7099-1951-4. （原始内容存档于2021-07-10）.

## 外部連結
- NATO update, 1957 （页面存档备份，存于）